# یواس‌اس کستر (ای‌کی‌اس-۱)
یواس‌اس کستر (ای‌کی‌اس-۱) (به انگلیسی: USS Castor (AKS-1)) یک کشتی بود که طول آن ۴۵۹ فوت ۲ اینچ (۱۳۹٫۹۵ متر) بود. این کشتی در سال ۱۹۳۹ ساخته شد.